# Leo Robin
Leo Robin (* 6. April 1900 in Pittsburgh, Pennsylvania; † 29. Dezember 1984 in Woodland Hills, Kalifornien) war ein US-amerikanischer Musiker, Komponist und Liedtexter. Er arbeitete mit Ralph Rainger zusammen.

## Leben und Wirken
Leo Robin studierte an der University of Pittsburgh School of Law und der Carnegie Tech's drama school. Später arbeitete er als Reporter und als Publizist, entschied sich aber dann, als Songwriter tätig zu werden. Erste Erfolge hatte er 1926 mit „My Cutey's Due at Two-to-Two Today“ mit der Musik von Albert Van Tilzer. Mit Clifford Grey schrieb er dann Texte für Vincent Youmans’ Broadwayshow Hit the Deck (1927); „Hallelujah!“ war ein großer Hit aus dieser Show. Weitere Erfolge waren Bubbling Over (1926), und Hello Yourself (1928). Im Jahr 1932 zog Robin – wie viele seiner Kollegen – nach Hollywood, um in der aufstrebenden Filmbranche für Musical-Produktionen der Paramount-Studios zu arbeiten. Sein Partner war in dieser Zeit der Komponist Ralph Rainger; zusammen bildeten sie eines der führenden Songwriter-Duos der 1930er und frühen 1940er Jahre. Sie schrieben über 50 Hits, zunächst vor allem Songs für Bing Crosby wie „Please“, „Here Live Love“ (1932), „June in January“ und „With Every Breathe I Take“ (1934). Zu einem Jazz-Standard, den Billie Holiday interpretierte, wurde der Song „Easy Living“ aus dem gleichnamigen Film von 1937. Weitere Erfolge waren „Thanks for the Memory“, geschrieben für Bob Hope und Shirley Ross (The Big Broadcast of 1938, 1938). Den Hit „Kinda Lonesome“ von 1939 schrieb Robin mit Hoagy Carmichael und Sam Coslow.
Leo Robin und Ralph Rainger arbeiteten (etwa in der Musik zum Zeichentrickfilm Gullivers Reisen von 1939) bis zu Raingers plötzlichem Unfalltod zusammen, als er am 23. Oktober 1942 mit einem Flugzeug abstürzte. Robin setzte seine Songwriter-Tätigkeit danach mit einer Vielzahl von Komponisten fort, wie Vincent Youmans, Sam Coslow, Richard Whiting und Nacio Herb Brown. Mit Harry Warren schrieb er die Musik zu dem Film „The Gang's All Here“. Für den 1945 entstandenen Film Der Wundermann (Wonder Man) steuerte er zusammen mit David Rose den oscarnominierten Song So in Love bei. 1946 entstanden in Zusammenarbeit mit Jerome Kern der Klassiker „In Love in Vain“ für den Film Centennial Summer, mit Harold Arlen der Song „For Every Man There’s a Woman“ für den Film Casbah – Verbotene Gassen (1948). Im selben Jahr kehrte Robin zum Broadway zurück, um an dem Musical Gentleman Prefer Blondes zu arbeiten, das 1953 unter dem gleichen Titel verfilmt wurde (dt. Verleihtitel Blondinen bevorzugt); dafür schrieb er mit Jule Styne die Songs „Bye Bye Baby“, „Just a Kiss Apart“ und den Marilyn-Monroe-Klassiker „Diamonds Are a Girl’s Best Friend“. Im Jahr 1955, nach der Arbeit für den Film My Sister Eileen mit Jule Styne setzte sich Leo Robin zur Ruhe.
Leo Robin erhielt für den mit Rainger geschriebenen Song „Thanks for the Memory“ 1938 den Oscar in der Kategorie Bester Song. Das Lied wurde von Bob Hope in dem Film The Big Broadcast (1938) gesungen. Er erhielt neun Mal eine Oscarnominierung, die erste 1935, die letzte im Jahr 1954.
Robin wurde 1972 in die Songwriters Hall of Fame aufgenommen.
Leo Robin starb im Alter von 84 Jahren in Woodland Hills, Kalifornien und liegt auf dem Hillside Memorial Park Cemetery in Culver City, Kalifornien begraben.